# Nazionale maschile under 21 di calcio dell'Unione Sovietica
La nazionale maschile di calcio dell'Unione Sovietica Under-21 è stata la rappresentativa calcistica Under-21 dell'Unione Sovietica ed era sotto il coordinamento della Federazione calcistica dell'Unione Sovietica. Partecipava al campionato europeo di categoria.

## Partecipazioni ai tornei internazionali

### Europeo U-21
- 1978: Non qualificata
- 1980: Campione
- 1982: Semifinale
- 1984: Non qualificata
- 1986: Non qualificata
- 1988: Non qualificata
- 1990: Campione
- 1992: Non qualificata

## Palmarès
- Campionati europei: 2

1980, 1990

## Nazionali nate dalla scomparsa dell'Unione Sovietica
| Nazione      | Nazionale             | Confederazione              |
| ------------ | --------------------- | --------------------------- |
| Armenia      | Armenia under 21      | UEFA                        |
| Azerbaigian  | Azerbaigian under 21  | UEFA                        |
| Bielorussia  | Bielorussia under 21  | UEFA                        |
| Estonia      | Estonia under 21      | UEFA                        |
| Georgia      | Georgia under 21      | UEFA                        |
| Kazakistan   | Kazakistan under 21   | UEFA (AFC dal 1992 al 2002) |
| Kirghizistan | Kirghizistan under 20 | AFC                         |
| Lettonia     | Lettonia under 21     | UEFA                        |
| Lituania     | Lituania under 21     | UEFA                        |
| Moldavia     | Moldavia under 21     | UEFA                        |
| Russia       | Russia under 21       | UEFA                        |
| Tagikistan   | Tagikistan under 20   | AFC                         |
| Turkmenistan | Turkmenistan under 20 | AFC                         |
| Ucraina      | Ucraina under 21      | UEFA                        |
| Uzbekistan   | Uzbekistan under 20   | AFC                         |